# Blume (Hann. Münden)

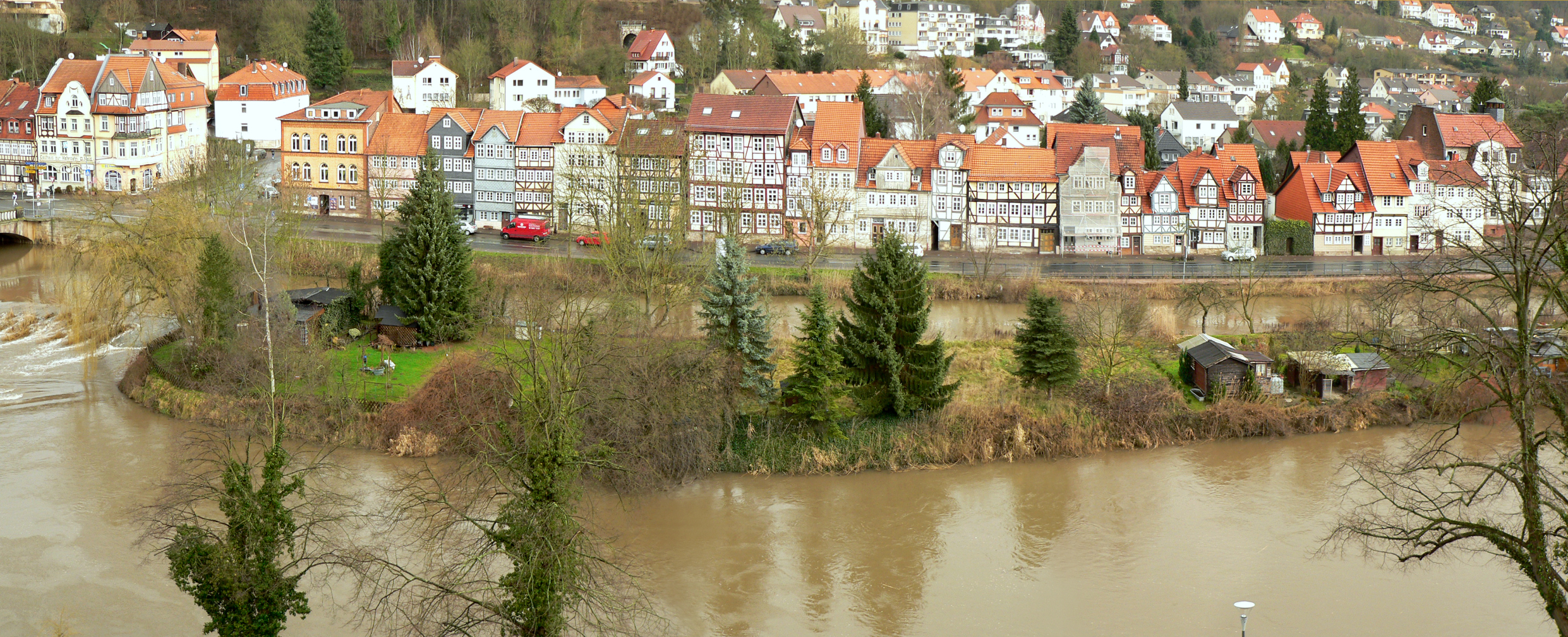
Die historische Vorstadt Blume mit altem Baubestand entlang der Werra mit dem Blümer Werder

Blume  ist eine historische Vorstadt von Hann. Münden im heutigen Südniedersachsen, die am nördlichen Werraufer liegt. 1918 wurde Blume nach Münden, wie die Stadt zu diesem Zeitpunkt hieß, eingemeindet. Ausgehend vom historischen Baubestand hat sich ab dem 19. Jahrhundert hinauf zum Questenberg ein größeres Wohngebiet gebildet, das gelegentlich als Blume/Questenberg   bezeichnet wird. Es verfügt über rund 2100 Bewohner (Stand 2012).

## Beschreibung

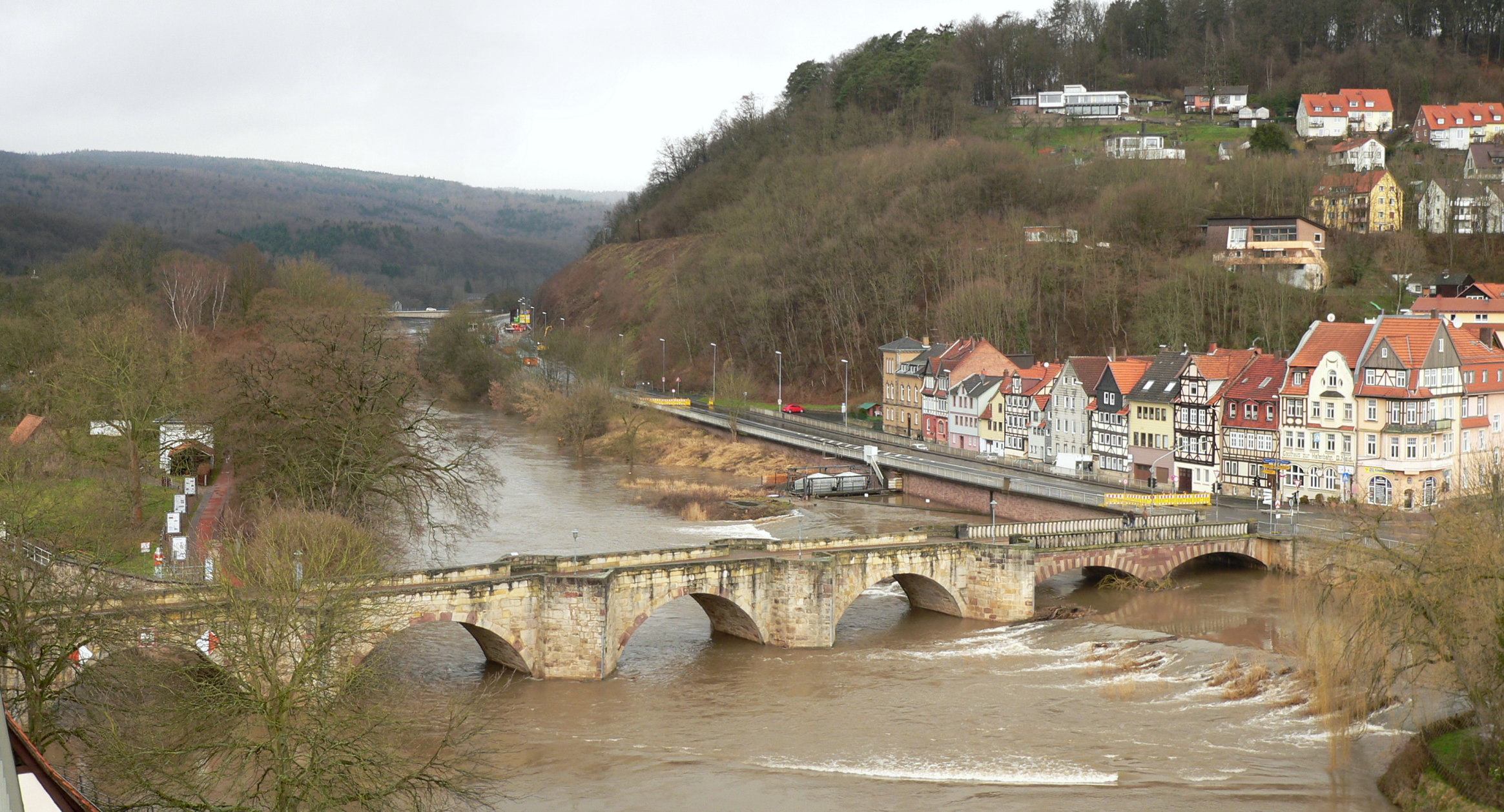
Die Alte Werrabrücke verbindet die Altstadt mit der früheren Vorstadt Blume (rechts)

Blume liegt nördlich des Altstadtkerns von Hann. Münden und wird von diesem durch die Werra mit dem Blümer Werder getrennt. Als Verbindung dient die im 13. Jahrhundert erbaute Alte Werrabrücke.
Nordwestlich von Blume befindet sich die etwa 220 Meter hohe Erhebung des Questenbergs. Dort verläuft der Gleisbogen der stillgelegten Dransfelder Rampe. Oberhalb der Trasse am Berghang liegt der kleinere Wohnbereich Questenberg. Beide Bereiche sind Wohnstandorte, die überwiegend aus Ein- und Mehrfamilienhäusern der 1950er bis 1980er Jahre bestehen. Nördlich der ehemaligen Hafenbahn zur Weserumschlagstelle bestehen im Bereich Blume mehrere villenartige Häuser aus dem 19. Jahrhundert. Im unteren Bereich an der Werra hat sich ein Straßenzug mit Fachwerkhäusern als historisches Stadtviertel erhalten.

## Geschichte

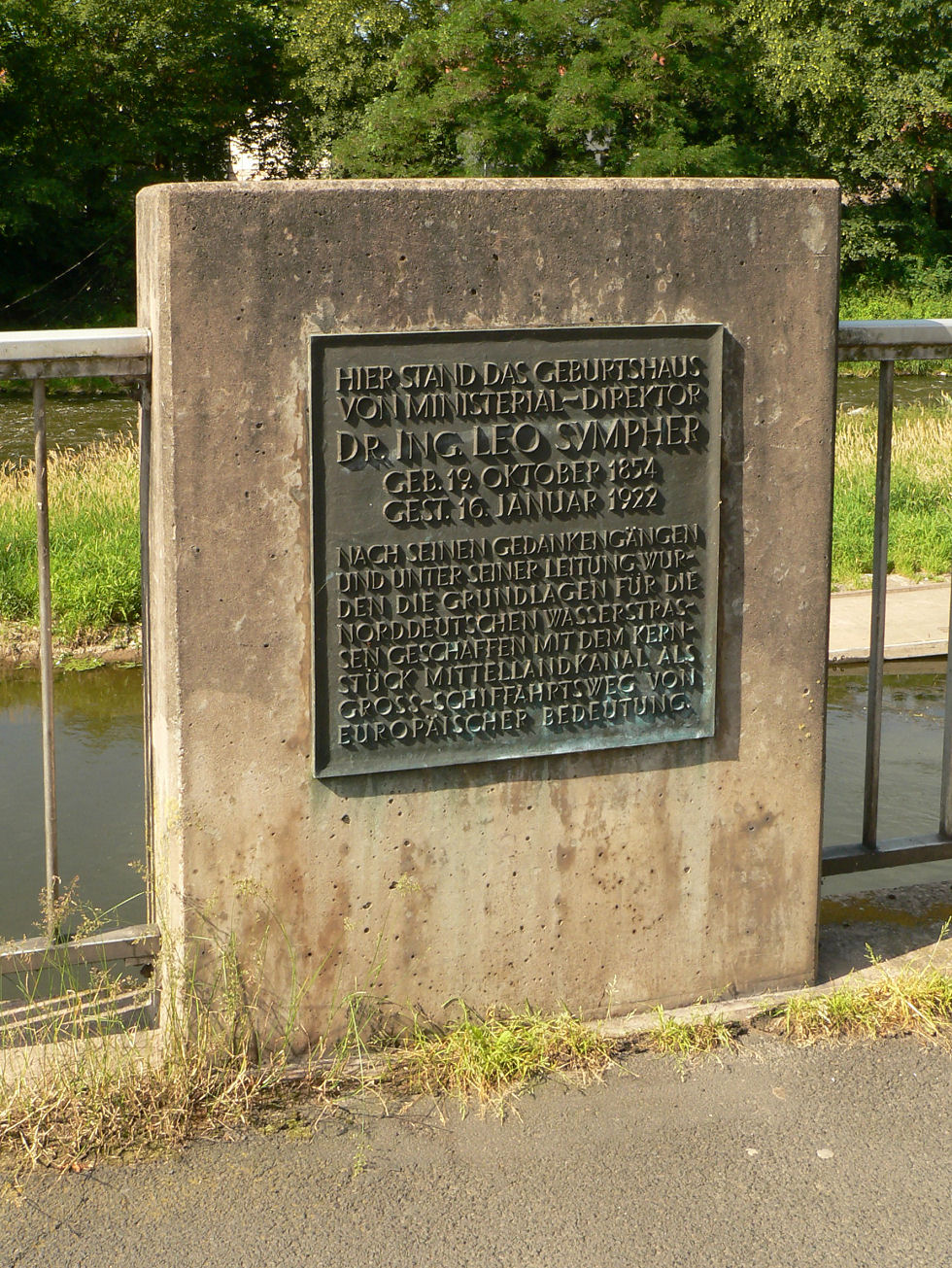
Gedenkstein am ehemaligen Standort des Geburtshauses von Leo Sympher an der Werra

Der oberhalb Blume liegende Wohnbereich am Questenberg wurde erst im späten 19. und 20. Jahrhundert bebaut. Blume hat als früher eigenständige Siedlung eine jahrhundertealte Geschichte. Es wurde im Jahr 1329 erstmals urkundlich als Blomena erwähnt, was laut einem örtlichen Heimatforscher aufgeschwemmtes Land bedeutet. Die Bewohner der Ansiedlung waren gegenüber den welfischen Herzögen zinspflichtig und leisteten ihre Zahlungen im Welfenschloss Münden ab. Blume lag als Vorstadt außerhalb der Stadtbefestigung Münden auf dem gegenüberliegenden Flussufer der Werra und war daher in spätmittelalterlicher und frühneuzeitlicher Zeit durch die Blümer Landwehr abgesichert. Sie grenzte den Ort Blume gegen den Questenberg und den Blümer Berg ab, sperrte die Göttinger Straße bei der Schänke „Zum Schwarzen Bären“ und ist noch heute als Doppelwall sichtbar.
Blume war mit Münden über die Alte Werrabrücke verbunden, über die ein wichtiger Verkehrsweg nach Göttingen verlief. Neben der Werrabrücke bestand das 1327 erstmals erwähnte und 1865 abgebrochene Hospital St. Spiritus.
Blume weist eine einzeilige Zellenbebauung als Uferstraße entlang der Werra auf. Zu Kriegszerstörungen kam es 1553 durch Herzog Heinrich der Jüngere und 1626 bei der Belagerung Mündens durch Tilly im Dreißigjährigen Krieg. Etwa ein halbes Jahrhundert nach Kriegsende hatte sich die Siedlung um 1700 gefestigt und umfasste 263 Bewohner. Darunter waren überwiegend Tagelöhner sowie zunftlose Handwerker, wie Färber, Gerber, Leineweber und Tonpfeifenmacher. In Blume gab es einen Bäcker, einen Schlachter und einen Schiffbauer. Ende des 18. Jahrhunderts gab es in Blume 41 Wohnhäuser. Oberhalb von Blume am Hang des Questenberges war Anfang des 18. Jahrhunderts Andree’s Berggarten entstanden. 
Wegen seiner Lage unmittelbar an der Werra war Blume immer durch Hochwasser gefährdet. Größere Hochwasser gab es im 20. Jahrhundert in den Jahren 1926, 1946 und 1995. 1918 wurde Blume nach Münden, wie die Stadt zu diesem Zeitpunkt hieß, eingemeindet.
Zu Blume gehörte die ebenfalls 1329 erstmals urkundlich erwähnte Blümer Mühle, die 1964 beim Ausbau der B 80 abgerissen wurde. 2011 entstand am früheren Standort der Wassermühle eine Wasserkraftanlage mit der Bezeichnung Blumer Wehr, die zur örtlichen Stromversorgung beiträgt.

## Persönlichkeiten
- Leo Sympher (1854–1922), in Blume geboren, Wasserbauingenieur